# 974
Évszázadok: 9. század – 10. század – 11. század
Évtizedek: 920-as évek – 930-as évek – 940-es évek – 950-es évek – 960-as évek – 970-es évek – 980-as évek – 990-es évek – 1000-es évek – 1010-es évek – 1020-as évek
Évek: 969 – 970 – 971 – 972 –  973 – 974 – 975 – 976 – 977 – 978 – 979

## Események
- június – VI. Benedek pápa ellen felkelés tör ki, az új pápa VII. Bonifác lesz, aki megöleti elődjét. Egy hónap múlva Bonifácot elűzik, ekkor a pápai kincstár egy részével Dél-Itáliába menekül. Utóda VII. Benedek lesz.[1]
- Géza fejedelem megkeresztelkedik és megkezdi Magyarország keresztény hitre térítését.

## Halálozások
- július – VI. Benedek pápa[1]